# Uropsilus dabieshanensis
Uropsilus dabieshanensis — вид ссавців родини Talpidae і роду Uropsilus. Це ендемік провінції Аньхой у Китаї, де, як випливає з назви, він відомий лише з гір Дабі.
Філогенетичні дані підтверджують, що він є сестринським видом для клади, що містить U. gracilis, U. atronates і кілька неописаних видів, причому U. dabieshanensis відколовся від решти роду в ранньому плейстоцені.